# Kingsville (Texas)
Kingsville é uma cidade localizada no estado norte-americano do Texas, no Condado de Kleberg.

## Demografia
Segundo o censo norte-americano de 2000, a sua população era de 25.575 habitantes.
Em 2006, foi estimada uma população de 24.394, um decréscimo de 1181 (-4.6%).

## Geografia
De acordo com o United States Census Bureau tem uma área de
35,9 km², dos quais 35,8 km² cobertos por terra e 0,1 km² cobertos por água.

## Localidades na vizinhança
O diagrama seguinte representa as localidades num raio de 32 km ao redor de Kingsville.